# Ли Хунчжан
Ли Хунчжа́н (кит. трад. 李鴻章, упр. 李鸿章, пиньинь Lǐ Hóngzhāng, 15 февраля 1823 — 7 ноября 1901) — один из самых влиятельных и одиозных сановников Цинской империи XIX века.

## Биография

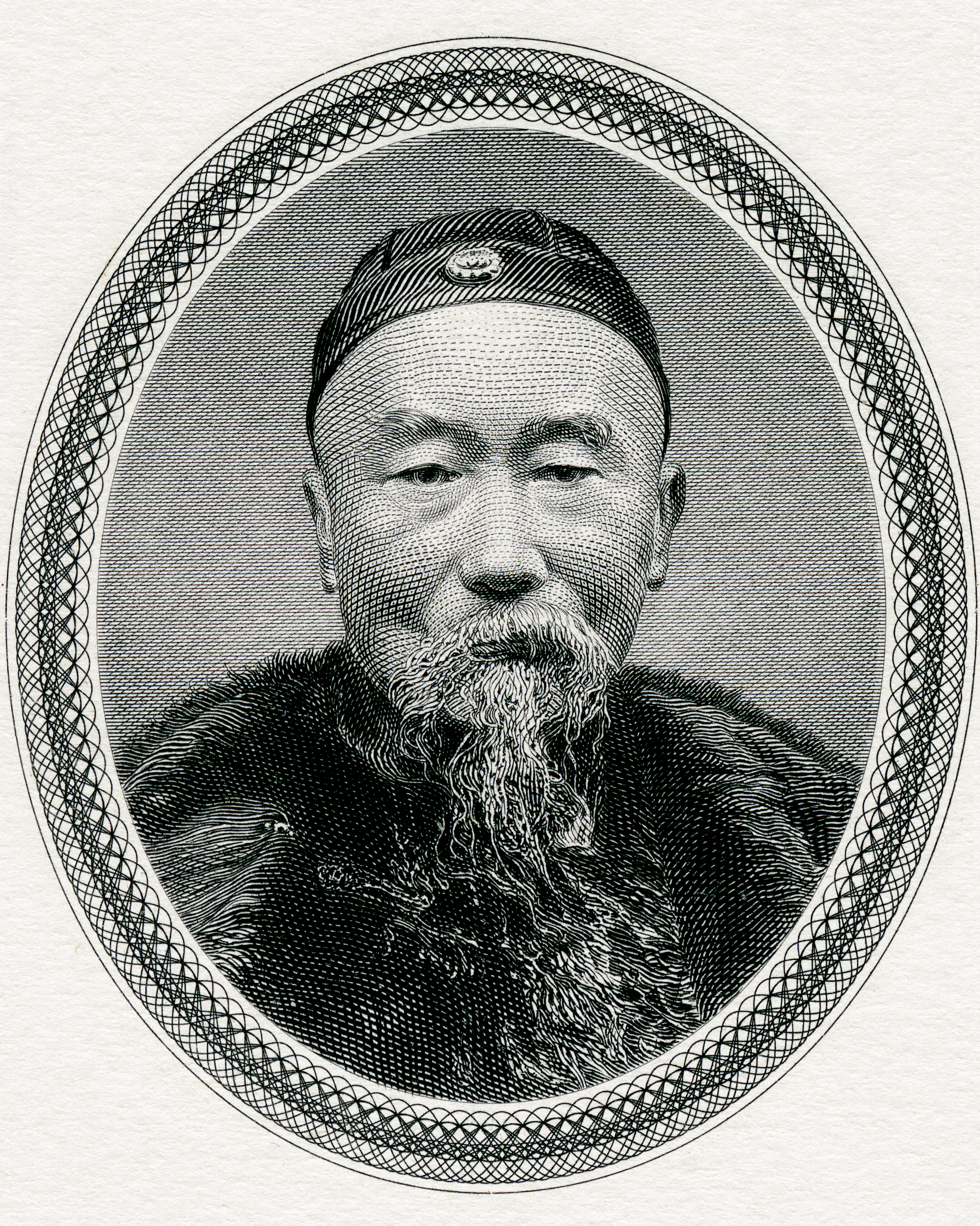

Впервые Ли Хунчжан отличился при подавлении восстания тайпинов и был в 1867 году назначен наместником провинций Цзянсу и Аньхой. В 1868 году подавил восстание няньцзюней, за что был удостоен жёлтой кофты, павлиньего пера и звания воспитателя наследника престола.
В 1870 году становится наместником столичной провинции Чжили и обосновывается в городе Тяньцзинь. Он использовал своё положение, чтобы выдвинуться в число богатейших людей Китая: установил монополию на торговлю опиумным маком и продвигал на ответственные посты своих родственников.
21 августа 1876 года Ли Хунчжан подписал Чифускую конвенцию. В последние десятилетия XIX века уже тяжело больной Ли фактически руководил внешней политикой Китая. Именно он подписал Симоносекский мирный договор с Японией (1895) и Союзный договор между Российской империей и Китаем (1896), вследствие чего его имя стало в китайской истории синонимом унижений эпохи неравных договоров. Согласно мемуарам Э. Э. Ухтомского, за согласие подписать договор ему была обещана взятка от российского правительства в размере трёх миллионов рублей (сумел получить только один).
К его визиту в Москву был оформлен в китайском стиле Чайный дом на Мясницкой.
18 (30) мая 1896 года на Ходынском поле произошла трагедия, в результате которой погибло более тысячи человек. На вечер того же дня в посольстве Франции был запланирован праздничный бал по поводу коронации Николая II. Великий князь Александр Михайлович убеждал царя не ехать на бал, но Николай II, тем не менее, там присутствовал. Ли Хунчжан, имперский комиссар Китая во время европейского турне, был самым заметным свидетелем событий. Он был удивлён и сказал, что китайский император не посетил бы бал.
В 1900 году возглавлял переговоры с Альянсом восьми держав относительно реакции на Ихэтуаньское восстание. Он же представлял императрицу Цыси при разработке Заключительного протокола.
Тогда же у Ли Хунчжана разгорелось воспаление печени, от которого он и умер 7 ноября 1901 года.